# Ардилес, Освальдо
Осва́льдо Се́сар (О́сси) Арди́лес (исп. Osvaldo César «Ossie» Ardiles; род. 3 августа 1952[…], Бель-Вилье, Кордова) — аргентинский футболист и тренер. Выступал на позиции полузащитника. Чемпион мира 1978 года.

## Биография

### Клубная карьера
Ардилес родился в провинции Кордова, Аргентина. В детстве, Освальдо играл в футбол на улицах и получил прозвище «Питон» (Python) от его брата из-за его змеевидных навыков дриблинга. Освальдо, с самого раннего возраста стал заниматься в футбольной школе «Институто Кордова». Он был назван лучшим игроком Аргентины по мнению журнала «Эль-Графико» в 1974 году. Позже, он отказался от степени законоведения ради изучения футбола. 
Переход Ардилеса из «Уракана» в «Тоттенхэм Хотспур» за 300 000 £ был одной из крупнейших сделок тех времён. В качестве тренера работал в 8 странах.

## Достижения

### Командные

#### В качестве игрока
- Чемпион мира: 1978.
- Обладатель Кубка Англии: 1981, 1982.
- Обладатель Кубка УЕФА: 1984.

#### В качестве тренера
- Выход в Первый дивизион Футбольной лиги: 1990[3], 1993[4].
- Обладатель Кубка Японии: 1996, 1998, 2005.
- Чемпион Японии: 2000.

### Личные

#### В качестве игрока
- Лучший футболист Англии: 1979.
- Включён в Зал славы английского футбола: 2009[5].

#### В качестве тренера
- Лучший тренер Джей-лиги: 1998.

## Интересные факты
- На чемпионате мира 1982 года Ардилес выступал под 1-м номером. В то время в сборной Аргентины номера присваивались по алфавиту. Исключение было сделано лишь для Диего Марадоны, который играл под любимым 10-м номером. В 2006 году ФИФА разрешила выступать на чемпионатах мира под 1-м номером только голкиперам.
- Всего на чемпионатах мира под 1-м номером числились 5 полевых игроков. Кроме Ардилеса, это чилиец Педро Арайа в 1966 году, голландец Руд Гелс в 1974 году, аргентинцы Норберто Алонсо в 1978 году и Серхио Альмирон в 1986 году. Из этих игроков только Ардилесу удалось отличиться голом (в матче Аргентина-Венгрия).